# Unicorn (canción)

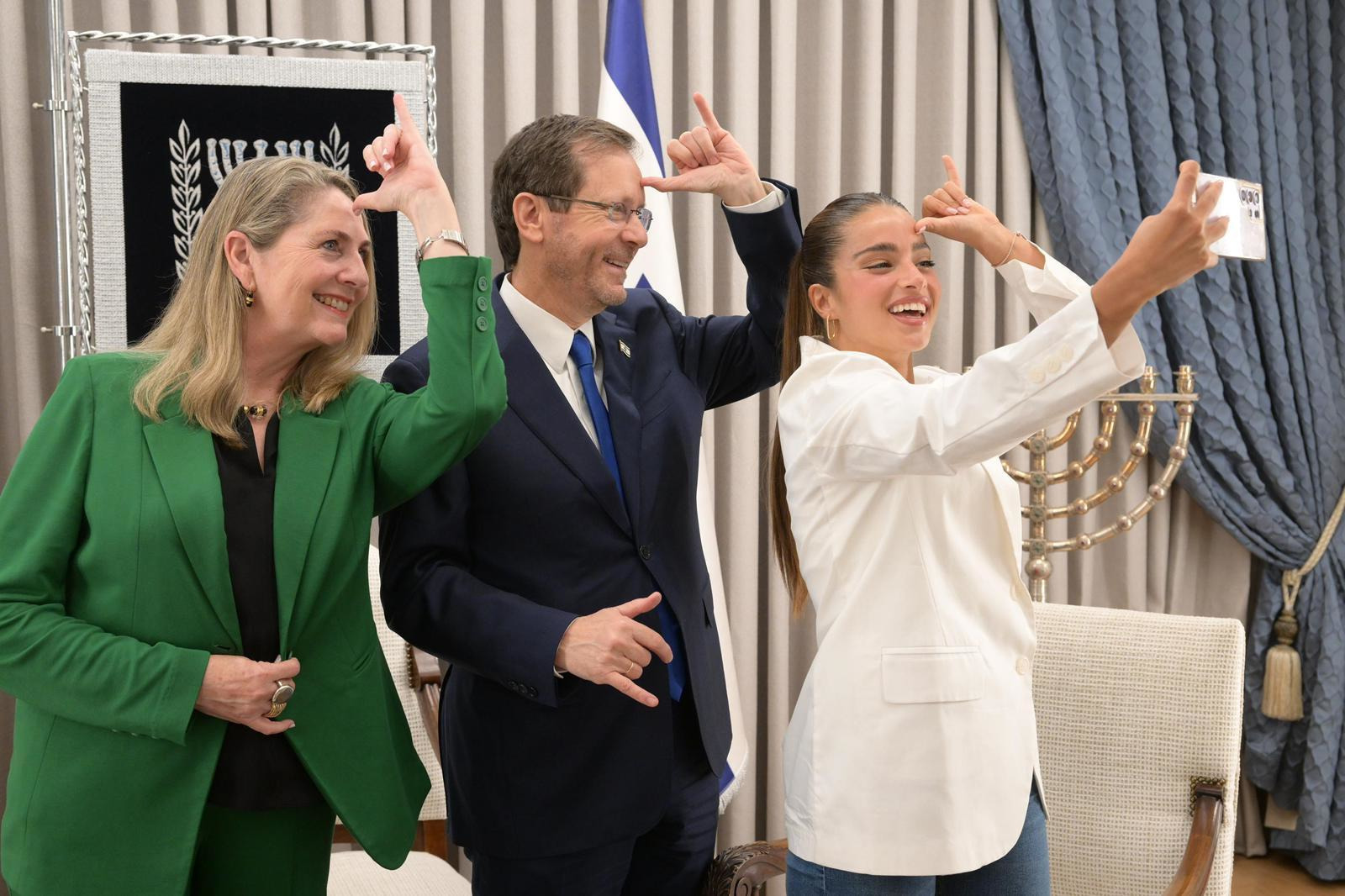
Noa Kirel junto al presidente de Israel Isaac Herzog y su esposa Michal, realizando un movimiento de la coreografía de la canción, durante una visita a la residencia presidencial, 27 de abril de 2023.

Unicorn es una canción de la cantante israelí Noa Kirel, publicada el 8 de marzo de 2023. La canción representó a Israel en el Festival de la Canción de Eurovisión 2023 después de que la artista fuera seleccionada internamente por la Corporación de Radiodifusión Pública de Israel.

## Festival de la Canción de Eurovisión

### Selección interna
Un comité especial, compuesto por miembros de Kan, editores de música y representantes externos, sugirió cada uno dos artistas de 78 considerados inicialmente en base a la transmisión en vivo de Gimel y Galgalatz, y nominados para los premios Cantante del año y Grupo del año en 2019, 2020 y 2021. El 11 de julio de 2022, Kan anunció que Noa Kirel había encabezado la lista con Mergui en segundo lugar. A pesar de que Kirel afirmó al día siguiente que ella y su equipo aún no habían tomado una decisión, el canal de televisión israelí HaHadashot 12 informó a principios de agosto de 2022 que la cantante había aceptado la invitación, lo que luego se confirmó durante una conferencia de prensa celebrada el 10 de agosto de 2022 en el Hotel Carlton en Tel Aviv.
El 17 de enero de 2023, Kirel reveló que su canción para el Festival de la Canción de Eurovisión 2023 se titularía "Unicorn". La canción se estrenó el 8 de marzo durante una transmisión televisada especial titulada HaShir Shelanu L'Eurovizion ("Nuestra cancion para Eurovisión") en Kan 11, así como en línea a través de kan.org.il.

### En Eurovisión
De acuerdo con las reglas de Eurovisión, todas las naciones con la excepción del país anfitrión y los "Cinco Grandes" (Francia, Alemania, Italia, España y el Reino Unido) deben clasificarse en una de las dos semifinales para competir por el final; los diez mejores países de cada semifinal avanzan a la final. La Unión Europea de Radiodifusión (UER, por sus siglas en español) dividió a los países competidores en seis bombos diferentes según los patrones de votación de concursos anteriores, y los países con antecedentes de votación favorables se colocaron en el mismo bombo. El 31 de enero de 2023, se llevó a cabo un sorteo de asignaciones que colocó a cada país en una de las dos semifinales y determinó en qué mitad del espectáculo actuarían. Israel se colocó en la primera semifinal, que se llevará a cabo el 9 de mayo de 2023, y está programado para actuar en la segunda mitad del espectáculo.